# José Antonio Abreu
José Antonio Abreu (født 7. maj 1939, død 24. marts 2018) var en venezuelansk dirigent, pianist, økonom, aktivist og politiker, bedst kendt for sin tilknytning til musikskolen El Sistema. For sit arbejde med musik blev han i 2009 hædret med en Latin Grammy Trustees Award, en hæder der gives til personer, der har bidraget til latinamerikansk musik, uddelt af The Latin Recording Academy.

## Akademisk karriere og politik
Abreu blev født i Valera og tog eksamen i økonomi med summa cum laude fra Andrés Bello Katolske Universitet. Han er flere steder tilskrevet en Ph.D. i oliebrancheøkonomi, men en undersøgelse fra 2017 har ikke været i stand til at verificere denne information, der efterfølgende blev fjernet fra El Sistemas hjemmeside. Han sad kortvarigt i deputeretkammeret i Kongressen fra 1963. Her fungerede han som planlægningsleder af Cordiplan. Efter sin politiske karriere arbejdede han som professor i økonomi og jura på Simón Bolívar-universitetet og på Andrés Bello, hvor han blev uddannet. I 1988 vendte han tilbage til politik, da han blev kulturminister og præsident for det nationale kulturråd.

## Musik
Abreu begyndte at studere musik hos Doralisa Jiménez de Medina i Barquisimeto. Senere kom han i 1957 på Escuela de Música José Ángel Lamas i Caracas, hvor han studerede klaver hos Moisés Moleiro, orgel og cembalo hos Evencio Castellanos og komposition hos Vicente Emilio Sojo. Han tog eksamen i orgel og komposition i 1964. I 1967 modtog han den nationale symfoniske musiks pris for sine musikalske evner. I 1975 grundlagde han El Sistema, officielt kaldet Fonden for Nationalt Netværk for børne- og ungdomsorkestre i Venezuela.
Dette var en nyskabende ungdomsuddannelsesmetode, hvori musikken var den vigtigste vej til at social og intellektuel fremgang. Abreu modtog den Nationale Musikpris i 1979 for sit arbejde med El Sistema. Under hans opsyn har El Sistema medvirket i udvekslings- og samarbejdsprogrammer med Canada, Spanien, USA og øvrige latinamerikanske lande.

## Hæder og priser
Abreu og El Sistema har vakt stor opmærksomhed, og det har givet en række internationale priser, hvoraf nogle er nævnt herunder.
I 1993 modtog El Sistema den prestigefyldte IMC-UNESCO Internationale Musikpris i institutionskategorien. UNESCO udpegede desuden Abreu som særlig ambassadør for udvikling af et globalt netværk for orkestre og kor for børn og unge i 1995. UNESCO udpegede også Abreu som goodwill-ambassadør i 1998, og han modtog Right Livelihood Award i 2000. Den venezuelanske afdeling af B'nai B'rith tildelte ham deres menneskerettighedspris i 2008. I 2009 modtog han Polar Music Prize, hvor begrundelsen blandt andet lød: "... Abreu created the music network El Sistema, which has given hundreds of thousands the tools to leave poverty. José Antonio Abreu's successful creation has promoted traditional values, like respect, fellowship and humanity," og i 2010 fik han Erasmusprisen.